# Finji
Finji est une entreprise de développement et d'édition de jeux vidéo fondée en 2014 à Austin, aux États-Unis.
La structure est notamment connue pour avoir publié ou codéveloppé les jeux Night in the Woods (2017), Overland (2019), Chicory: A Colorful Tale (2021) et Tunic (2022).

## Histoire
L'entreprise est fondée en 2014 par le couple de développeurs formé par Rebekah Saltsman et Adam Saltsman. Le nombre de projets qu'ils suivent augmente vers la fin des années 2010, alors qu'ils exercent une activité d'éditeur tout en continuant à développer leurs propres projets créatifs.
Dans les années 2020, les jeux publiés par Finji obtiennent de très bons scores critiques et sont nommés dans certaines des plus importantes cérémonies de récompenses de l'industrie vidéoludique, comme les Game Developers Choice Awards ou les DICE Awards avec Tunic. En 2021, Chicory: A Colorful Tale obtient un excellent consensus critique, mais ses ventes sont lentes.
En 2023, l'entreprise apparaît parmi d'autres structures indépendantes pour soutenir le rachat d'Activision Blizzard par Microsoft, en arguant que l'opération serait bénéfique au système d'abonnement Xbox Game Pass, et donc à l'exposition des jeux indépendants déjà proposés sur ce service.

## Ludographie

### Jeux édités
- 2014 : Longest Night (prologue de Night in the Woods)
- 2015 : Feist
- 2015 : Panoramical
- 2015 : Lost Constellation (prologue de Night in the Woods)
- 2017 : Night in the Woods[7]
- 2019 : Wilmot's Warehouse[7]
- 2021 : Chicory: A Colorful Tale[7]
- 2022 : Tunic[7]
- 2022 : I Was a Teenage Exocolonist[7]
- Projet annulé en 2023 : Revenant Hill (suite spirituelle de Night in the Woods)[8]

### Jeux développés
- 2009 : Canabalt[7]
- 2019 : Overland[7]